# Widia
Widia je zelo trda kovinska zlitina (trdina volframov karbid z dodatkom kobalta izdelana po postopku prašne metalurgije), ki so jo v 30. letih 20. stoletja proizvedli v tovarni Krupp v Nemčiji. Ime je izbral sam tovarnar Krupp, ki ga je izpeljal iz besed »Wie Diamant« (slovensko kot diamant), kar opozarja na njeno trdoto. 

## Pomembnost te kovine
Kovina je pomembna zlasti na področju orodjarstva, kjer omogoča hitro in dolgotrajno rezanje drugih kovin in tudi nekovinskih materialov. Danes se v strojništvu uporablja po celem svetu v velikih količinah. V času njenega nastanka pa je bila zelo draga, saj je bila dvakrat dražja od zlata in so si jo lahko privoščili le bogati proizvajalci orodij. Leta 1928 je Krupp prodajal 1 angleški funt te kovine za 500 dolarjev, izdeloval pa je le eno tono te kovine na mesec. Krupp je držal dolgo monopol nad proizvodnjo in prodajo te kovine. Kljub tako visokim cenam so tovarnarji kupovali to kovino, saj je omogočala zvišanje proizvodnje istih strojev do 400 %. Največ te kovine so v poznih 30. letih pokupili ameriški tovarnarji.